# Кінетика Міхаеліса — Ментен

Графік залежності початкової швидкості реакції від концентрації субстрату.

Кіне́тика Міхае́ліса — Ме́нтен — у біохімії одна із найпростіших і найвідоміших моделей опису кінетики ферментативних реакцій. Говорять, що фермент слідує кінетиці Міхаеліса-Ментен, якщо для нього характерна гіперболічна залежність початкової швидкості каталізованої реакції (V0) від концентрації субстрату ([S]), що описується рівнянням (рівняння Міхаеліса — Ментен):
{\displaystyle V_{0}={\frac {d[P]}{dt}}={\frac {V_{\max }{[S]}}{K_{m}+[S]}}},
де Vmax — максимальна швидкість реакції, яка спостерігається тоді, коли фермент повністю насичений субстратом, Km — константа Міхаеліса — концентрація субстрату, при якій швидкість реакції дорівнює половині максимальної. Константа Міхаеліса-Ментен має розмірність моль/л і часто використовується для кількісного вираження спорідненості ферменту до субстрату (чим менша Km, тим більша спорідненість), проте таке її трактування не завжди коректне.

## Залежність швидкості реакції від концентрацій субстрату

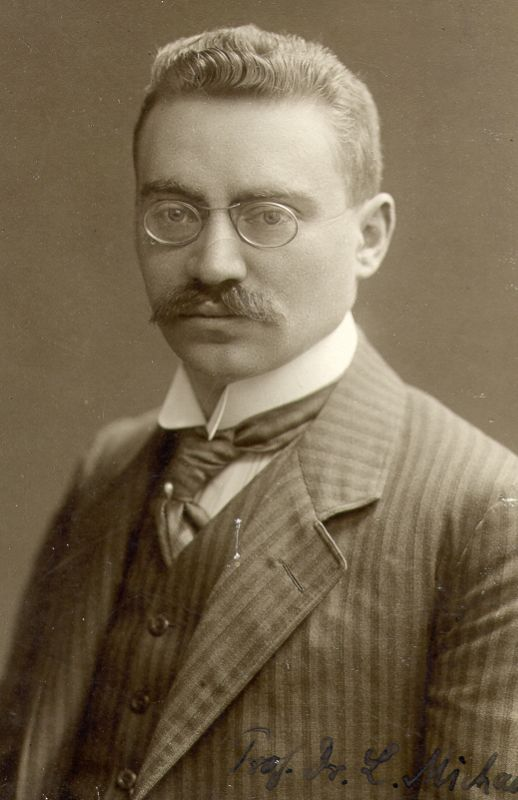
Леонор Міхаеліс.

Одним із основних чинників, які визначають швидкість ферментативної реакції, є концентрація субстрату. Проте в експериментальних умовах вимірювання цієї залежності ускладнюється тим, що концентрація субстрату в ході реакції знижується. Тому для спрощення використовують так звану початкову швидкість V0, яка вимірюється не далі як у перші 60 с реакції, за цей час [S] встигає змінитись всього на кілька відсотків і її можна вважати наближеною до сталої величини. При незмінній концентрації ферменту і відносно невеликій концентрації субстрату швидкість реакції зростає майже лінійно при збільшенні [S] (реакція першого порядку). Проте поступово зростання стає повільнішим, аж поки при певній концентрації субстрату не виходить на плато, тобто спостерігається так званий ефект насичення. Отже після деякого значення [S] швидкість реакції наближається до максимальної Vmax і не змінюється у відповідь на подальше зростання концентрації субстрату.
Виходячи із описаних спостережень, Віктор Генрі 1903 року висловив думку про те, що зв'язування ферменту (E) із субстратом (S) із утворенням фермент-субстратного комплексу є необхідним кроком ензиматичного каталізу. Далі розвинули цю гіпотезу Леонор Міхаеліс та Мод Ментен, які 1913 року постулювали, що першим, зворотним і відносно швидким, етапом реакції є формування фермент-субстратного комплексу (ES), який на другому, повільному, етапі перетворюється у вільний фермент та продукт (P):
| {\displaystyle E+S\,{\overset {k_{+1}}{\underset {k_{-1}}{\rightleftharpoons }}}\,ES\,{\overset {k_{+2}}{\underset {k_{-2}}{\rightleftharpoons }}}\,E+P}. | (1) |

Оскільки друга стадія є лімітуючою, то загальна швидкість реакції повинна бути пропорційна до концентрації фермент-субстратного комплексу (речовини, що перетворюється на цій стадії).
В будь-який момент часу частина ферменту існує і вільному вигляді, тоді як інша — у зв'язаному із субстратом (ES). Співвідношення між цими двома формами залежить від [S], при малих його значеннях більшість ферменту незв'язана, зростання [S] призводить до зростання [ES] до тих пір, поки всі активні центри молекул ферменту не будуть насичені субстратом. У таких умовах буде спостерігатись максимальна швидкість реакції.
Коли фермент тільки змішується із великою кількістю субстрату, концентрація ES різко зростає, цей період називається престаціонарним і триває кілька мікросекунд, через що його дуже важко спостерігати експериментально. Після цього система досягає стаціонарного стану, при якому швидкість утворення фермент-субстратного комплексу дорівнює швидкості його утворення, тобто [ES] залишається сталою величиною. Концепція стаціонарного стану була вперше запропонована Бріґґсом та Голдейном 1925 року.

## Рівняння Міхаеліса-Ментен
Виходячи із припущення, що лімітуючою стадією ферментативної реакції є розпад фермент-субстратного комплексу на вільний фермент і продукт, Міхаеліс та Ментен вивели рівняння, що описує гіперболічну криву залежності початкової швидкості від концентрації субстрату:
| {\displaystyle V_{0}={\frac {V_{\max }{[S]}}{K_{m}+[S]}}} | (2) |

Наведене рівняння використовують тільки для односубстратних реакцій. Всі величини (V0, Vmax, Km та [S]) можна виміряти експериментально.
Якщо розв'язати наведене рівняння для початкової швидкості реакції рівної половині максимальної {\displaystyle V_{0}={\frac {1}{2}}V_{max}}, то отримаємо: {\displaystyle K_{m}=[S]}. Отже константа Міхаеліса — це концентрація субстрату, при якій швидкість дорівнює половині максимальної.
Хоча виведення рівняння Міхеаліса — Ментен було запропоноване для простої двостадійної реакції, насправді його застосування не обмежується тільки ферментами, що діють за таким механізмом. Всі ферменти, для яких початкова швидкість реакції перебуває у гіперболічній залежності від концентрації субстрату, підкоряються кінетиці Міхаеліса — Ментен. Важливий виняток становлять регуляторні ферменти.
Хоча кінетичні константи Km та Vmax легко експериментально визначити для будь-якого ферменту, їхнє фізичне значення може суттєво відрізнятись в залежності від механізму реакції. Ці константи також не дають інформації про кількість, швидкість проходження і хімічну природу окремих кроків реакції.

## Експериментальне визначення константи Міхаеліса

Графік Лайнвівера—Берка (метод подвійних зворотних величин).

Аналіз гіперболи Міхаеліса — Ментен не дає змоги точно експериментально встановити значення Km та Vmax, вони можуть бути оцінені тільки наближено. Тому були запропоновані інші методи обчислення, найпростішим із яких є метод Лайнвівера — Берка або подвійних зворотних величин. Рівняння Лайнвівера — Берка відображає залежність 1/V0 від 1/[S]:
| {\displaystyle {\frac {1}{V}}={\frac {K_{m}}{V_{max}}}{\frac {1}{S}}+{\frac {1}{V_{max}}}}; | (12) |

Графік цього рівняння відкладається у координатах 1/V0 (вісь ординат) 1/[S] (вісь абсцис) і є лінійним. Він дозволяє легко отримати значення кінетичних констант Vmax (перетин графіка із віссю 1/V0 відповідає точці 1/Vmax) та Km (перетин графіка із віссю 1/[S] відповідає точці -1/ Km). Тангенс кута нахилу прямої становить Km/Vmax. Отримані значення будуть досить неточними, оскільки обернені графіки типу Лайнівера — Берка візуально спотворюють значення похибок вимірювань, тому в сучасних обчисленнях використовують частіше чисельні методи нелінійної регресії для прямого рівняння Міхаеліса — Ментен.

## Інтерпретація кінетичних констант

### Константа Міхаеліса
Значення константи Міхаеліса суттєво відрізняється для різних ферментів і навіть для різних субстратів того ж ферменту. Часто, і зазвичай помилково, його трактують як кількісну міру спорідненості ферменту до субстрату. Справжнє фізичне значення константи Міхаеліса залежить від конкретного механізму реакції (кількості етапів і відносної швидкості кожного із них). Спорідненість ферменту до субстрату характеризує константа дисоціації або субстратна константа:
| {\displaystyle K_{S}={\frac {k_{-1}}{k_{+1}}}} | (13) |

Константа ж Міхаеліса визначається так:
| {\displaystyle K_{m}={\frac {k_{-1}+k_{+2}}{k_{+1}}}} | (14) |

Отже вона буде наближатись до значення субстратної константи тільки у тому випадку, коли k−1 >> k+2. Тобто Km є мірою спорідненості ферменту до субстрату тільки тоді, коли швидкість розпаду фермент-субстратного комплексу на фермент та субстрат значно переважає швидкість його розпаду на фермент і продукт. Проте в багатьох випадках k−1 << k+2 або обидві константи приблизно рівні. Навіть частіше спостерігається ситуація, коли за утворенням фермент-субстратного комплексу слідує ще серія послідовних перетворень, тоді константа Міхаеліса стає складною функцією багатьох констант швидкості.
Експериментально встановлено, що значення Km зазвичай близьке до реальної концентрації субстрату в клітині.

### Максимальна швидкість і число обертів
Максимальна швидкість реакції визначається як {\displaystyle V_{max}=k_{+2}[E]} у випадку, коли етап розпаду фермнет-субстратного комплексу на вільний фермент та продукт є лімітуючим. Проте багато кількастадійних реакцій можуть обмежуватись якимось іншим етапом. Тому зручно ввести загальну константу швидкості kcat, що описує лімітуючу стадію або стадії реакції. Наприклад для реакції (1) kcat = k+2. В загальному випадку {\displaystyle V_{max}=k_{cat}[E]}, тоді рівняння Міхаеліса — Ментен модифікується так:
| {\displaystyle V_{0}={\frac {k_{cat}[E][S]}{K_{m}+[S]}}} | (15) |

Константа kcat має розмірність с−1 і також називається числом обертів ферменту. Вона означає кількість молекул субстрату, що перетворюються однією молекулою ферменту за певну одиницю часу в умовах насичення ферменту субстратом.

### Порівняння ефективності каталізу
Кінетичні константи Km та kcat дозволяють оцінювати ефективність каталізу певного ферменту, проте кожного з них окремо не достатньо для цього завдання. Наприклад два ферменти, що каталізують різні реакції, можуть мати однакове значення kcat, проте міра в якій вони пришвидшують відповідні реакції, може різнитись, через те, що самі реакції за відсутності ферментів можуть протікати з різною швидкістю.
Для максимально точного порівняння каталітичної ефективності різних ферментів (або одного ферменту по відношенню до різних субстратів) використовують співвідношення kcat/Km, яке ще називається константою специфічності. Це константа для перетворення E + S → E + P. Коли [S] << Km, то рівняння (15) перетворюється таким чином:
| {\displaystyle V_{0}={\frac {k_{cat}}{K_{m}}}[E][S]} | (16) |

kcat/Km у цьому рівнянні є константою другого порядку (вимірюється у л/моль·с або М−1·c−1). Для випадку розглянутого у виведенні рівняння Міхаеліса-Ментен враховуючи визначення константи Міхаеліса із (14):
| {\displaystyle {\frac {k_{cat}}{K_{m}}}={\frac {k_{+2}}{K_{m}}}={\frac {k_{+2}k_{+1}}{k_{+2}+k_{-1}}}} | (17) |

Отже константа специфічності буде найбільшою, коли k+2 >> k−1, тобто, коли швидкість розпаду фермнет-субстратного комплексу із утворенням продукту значно переважає над швидкістю зворотної дисоціації до вільного ферменту та субстрату. В такому випадку kcat/Km = k+1. Максимальне значення k+1 (константи другого порядку для реакції утворення фермент-субстратного комплексу) обмежене швидкістю взаємної дифузії ферменту та субстрату, тобто найбільшою кількістю разів, які вони можуть стикатись в розчині. Ця межа контрольована дифузією становить 108 М−1·c−1 — 109 М−1·c−1. Деякі ферменти, наприклад супероксиддисмутаза, каталаза, фумараза та інші, досягнули так званої каталітичної досконалості, тобто вони каталізують реакцію фактично кожен раз, коли зустрічаються із субстратом, а kcat/Km для них лежить у межах 108 М−1·c−1 — 109 М−1·c−1.
| Значення Km, kcat та kcat/Km для деяких ферментів | Значення Km, kcat та kcat/Km для деяких ферментів | Значення Km, kcat та kcat/Km для деяких ферментів | Значення Km, kcat та kcat/Km для деяких ферментів | Значення Km, kcat та kcat/Km для деяких ферментів |
| ------------------------------------------------- | ------------------------------------------------- | ------------------------------------------------- | ------------------------------------------------- | ------------------------------------------------- |
| Фермент                                           | Субстрат                                          | Km, (моль/л)                                      | kcat (c−1)                                        | kcat/Km (М−1·c−1)                                 |
| Ацетилхолінестераза                               | Ацетилхолін                                       | 9,5 × 10−5                                        | 1,4 × 104                                         | 1,5 × 108                                         |
| Карбоангідраза                                    | CO2                                               | 1,2 × 10−2                                        | 1,0 × 106                                         | 8,3 × 107                                         |
| Карбоангідраза                                    | HCO- 3                                            | 2,6 × 10−2                                        | 4,0 × 105                                         | 1,5 × 107                                         |
| Каталаза                                          | H2O2                                              | 2,5 × 10−2                                        | 1,0 × 107                                         | 4,0 × 108                                         |
| Хімотрипсин                                       | N-Ацетилгліцин етиловий естер                     | 4,4 × 10−1                                        | 5,1 × 10−2                                        | 1,2 × 10−1                                        |
| Хімотрипсин                                       | N-Ацетилвалін етиловий естер                      | 8,8 × 10−2                                        | 1,7 × 10−1                                        | 1,9                                               |
| Хімотрипсин                                       | N-Ацетилтирозин етиловий естер                    | 6,6 × 10−4                                        | 1,9 × 102                                         | 2,9 × 105                                         |
| Фумараза                                          | Фумарат                                           | 5,0 × 10−6                                        | 8,0 × 102                                         | 1,6 × 108                                         |
| Фумараза                                          | Малат                                             | 2,5 × 10−5                                        | 9,0 × 102                                         | 3,6 × 107                                         |
| Супероксиддисмутаза                               | Супероксидний аніон (O2•-)                        | 3,6 × 10−4                                        | 1,0 × 106                                         | 2,8 × 109                                         |
| Уреаза                                            | Сечовина                                          | 2,5 × 10−2                                        | 1,0 × 104                                         | 4,0 × 105                                         |
| β-Лактамаза                                       | Бензилпеніцилін                                   | 2,0 × 10−5                                        | 2,0 × 103                                         | 1,0 × 108                                         |

Світлим кольором виділені ферменти із значенням kcat/Km близьким до межі, що визначається дифузією.